# Petite Amazonie des Pyrénées
Pour les articles homonymes, voir petite Amazonie et Gourgue.

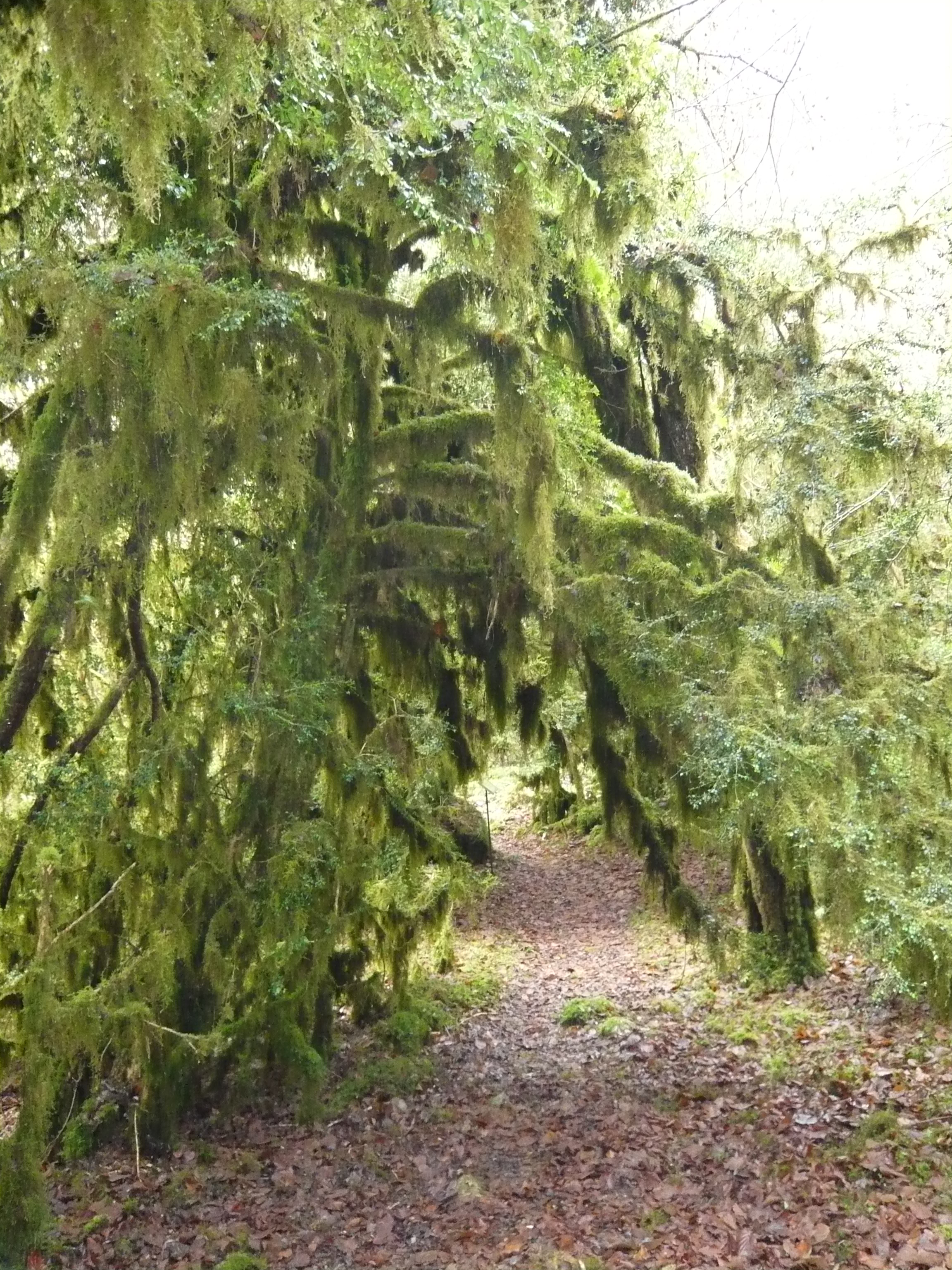
La vallée de la Gourgue d'Asque

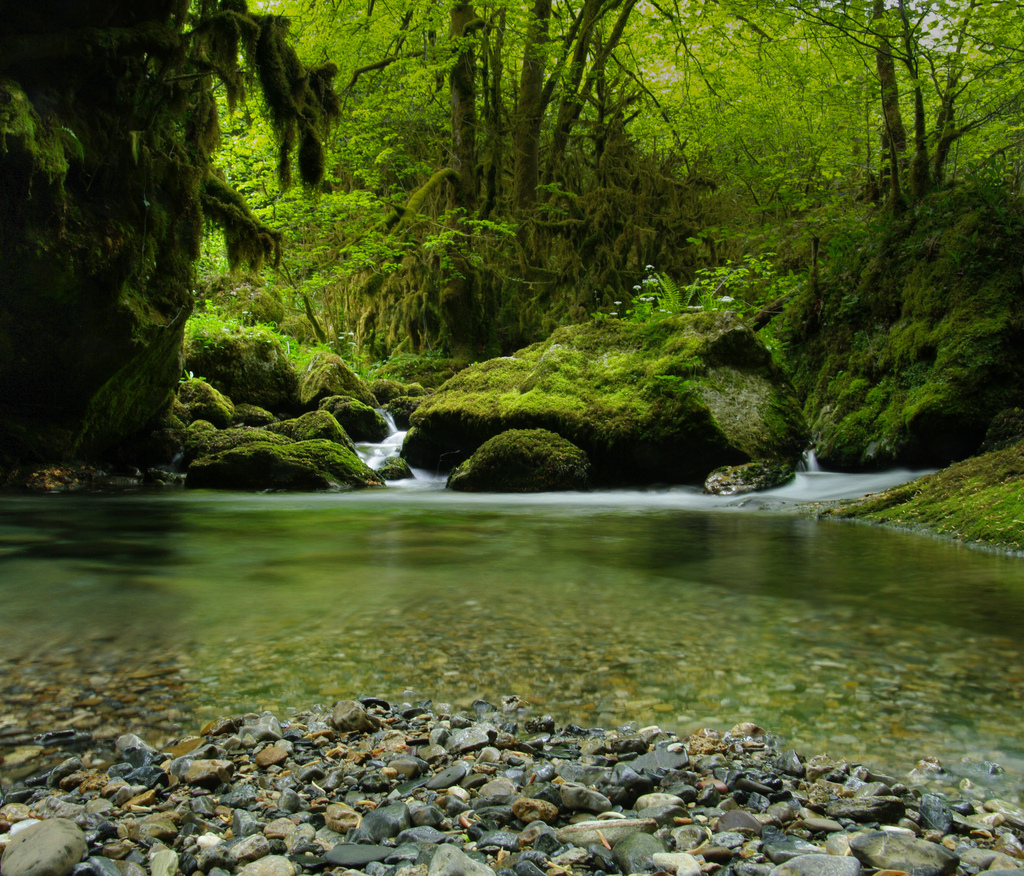
L'Arros dans la Gourgue d'Asque

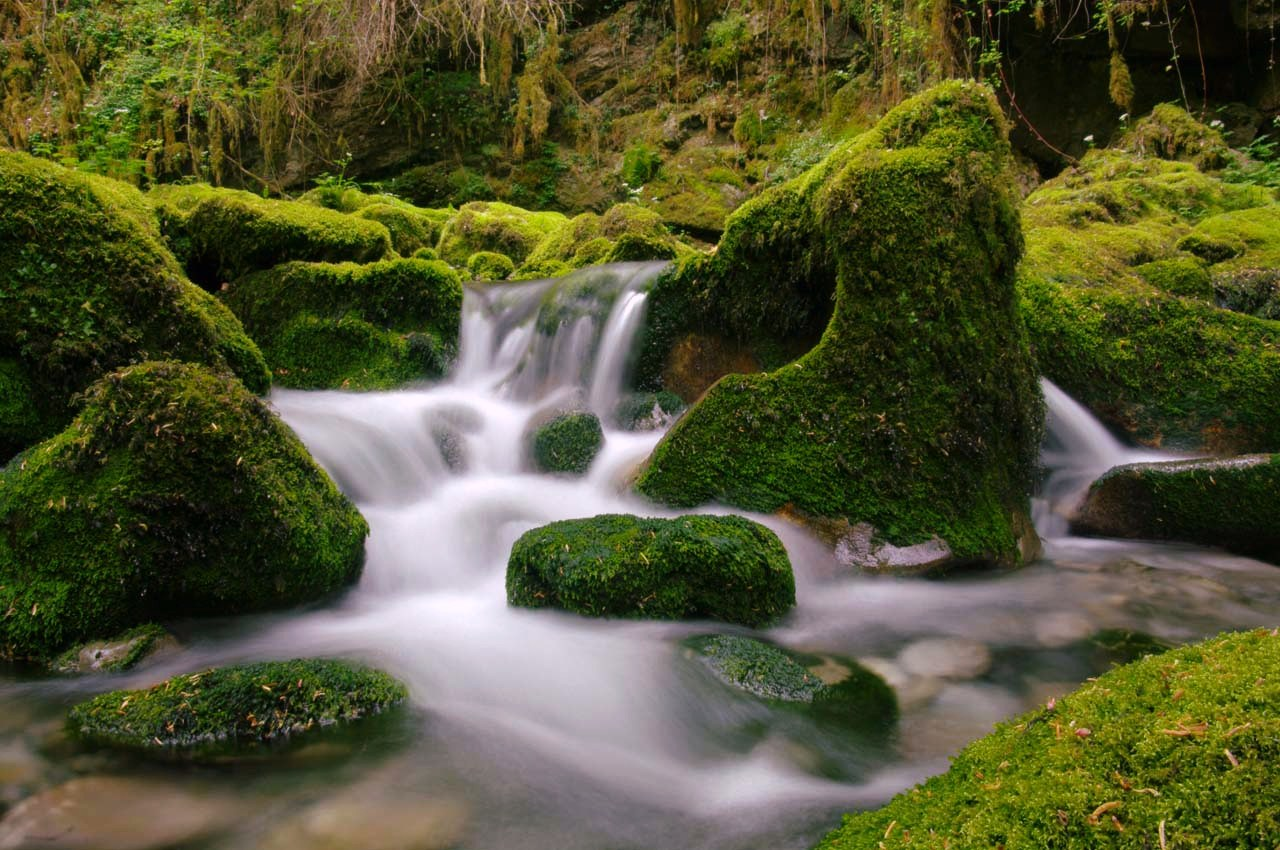
Cascadette sur la Gourgue d'Asque

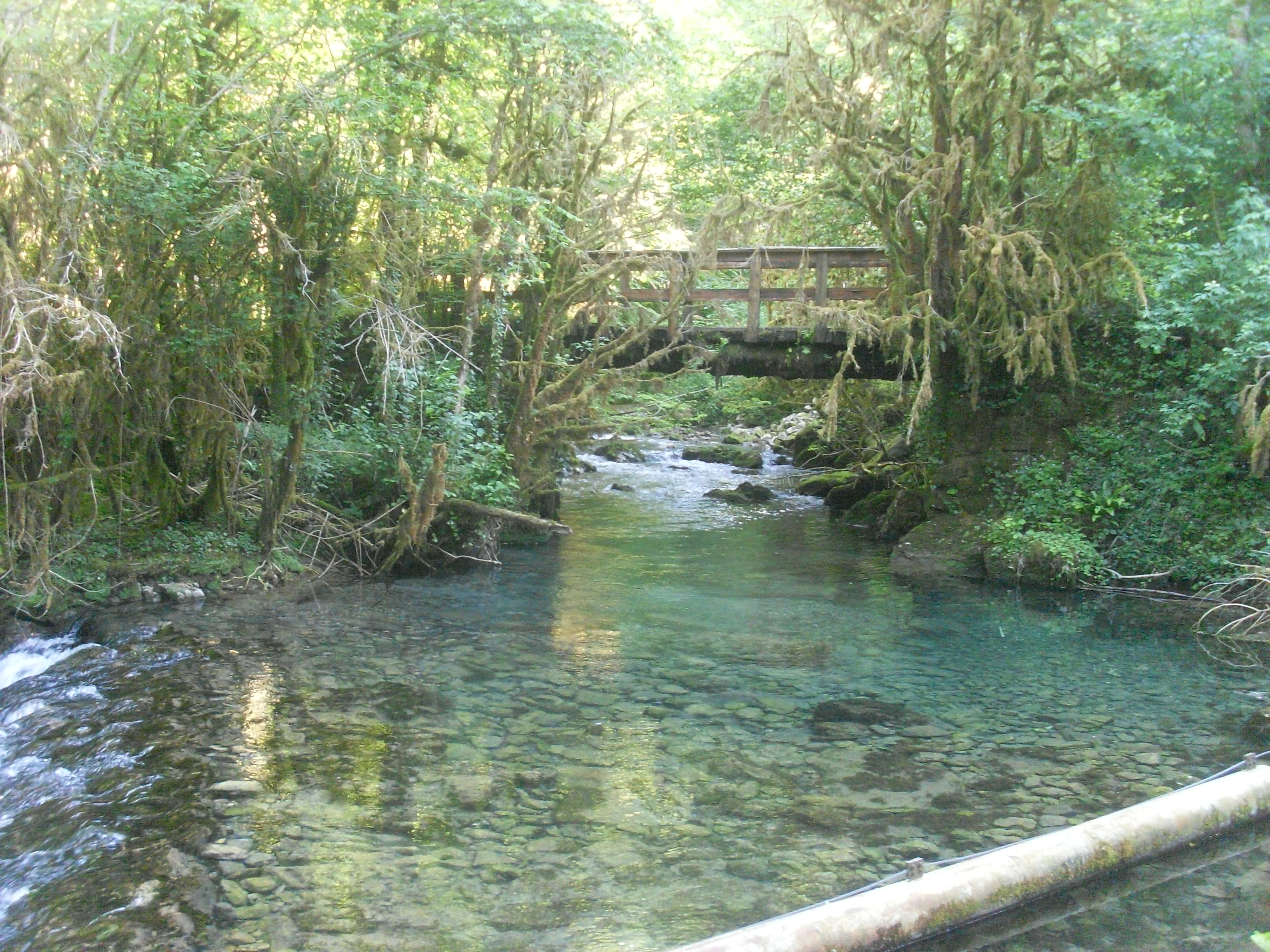
Petite Amazonie

La Petite Amazonie des Pyrénées ou Gourgue d'Asque en occitan est un espace naturel constitué de gorges situé le long du cours supérieur de l'Arros, en amont de la commune française d'Asque (Hautes-Pyrénées) dans la région des Baronnies des Pyrénées. À cet endroit, l'Arros, tout proche de sa source, suit une vallée encaissée entre deux importantes barrières rocheuses et traverse la Gourgue d'Asque, une gorge résultant de l'érosion et du travail de l'eau depuis des millénaires sur la roche calcaire. 

## Flore

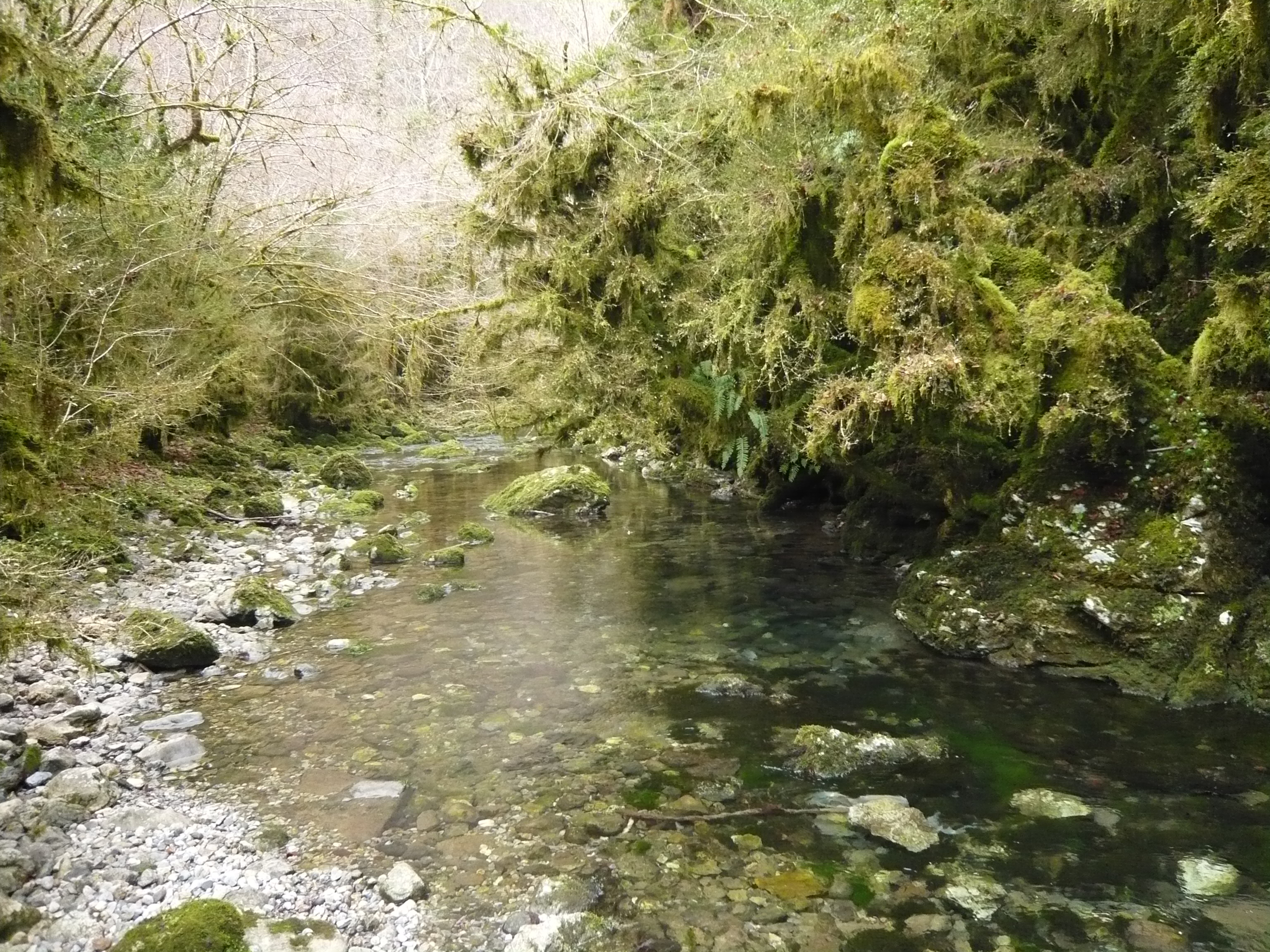
La rivière Arros près de sa source

Ce lieu au degré d'humidité proche de la saturation a permis le développement d'une grande forêt luxuriante de buis séculaires aux allures de jungle, avec ses arbres et ses rochers recouverts de mousses, de lichens et de fougères – dont des scolopendres géantes (Phyllitis scolopendrium (L.) Newman) – lui donnant un aspect tropical.
Outre les nombreuses fougères, la flore vasculaire y est particulièrement riche : crépide des marais (Crepis paludosa  (L.) Moench), pavot du Pays de Galles (Meconopsis cambrica (L.) Vig.) – une espèce atlantique qu’on rencontre dans les régions autour du Golfe de Biscaye, au Pays de Galles et en Irlande –, scille lis-jacinthe (Scilla lilio-hyacinthus L.) – une scille à gros bulbe écailleux qui ressemble à celui d’un lis –, julienne des dames à fleurs blanches (Hesperis matronalis L. subsp. candida (Kit.) Hegi & Em.Schmid), saxifrage hirsute (Saxifraga hirsuta L.), dentaire digitée (Cardamine pentaphyllos (L.) Crantz), androsème (Hypericum androsaemum L.) – dont les inflorescences fructifiées sont fréquemment utilisées dans les bouquets et les montages floraux –, etc. Sur les rochers ensoleillés pousse le millepertuis à sous (Hypericum nummularium L.), une espèce calcicole endémique, qu’on trouve aussi localement dans les Alpes françaises (Massif de la Chartreuse).

## Faune

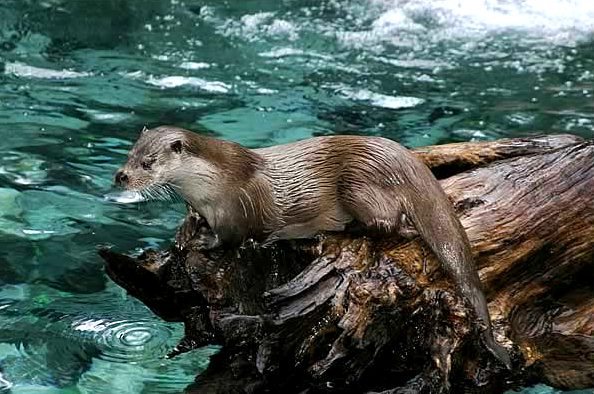
Loutre dans les Baronnies des Pyrénées

On peut y croiser un certain nombre d'animaux parmi lesquels la salamandre tachetée (Salamandra salamandra) ainsi que la loutre.

## Protection
La Petite Amazonie des Pyrénées est comprise dans la Zone naturelle d'intérêt écologique, faunistique et floristique (ZNIEFF) de type I Forêt des Basses et des Hautes-Baronnies et la rive gauche de l'Arros, entre la Gourgue d'Asque et l’Oueil de l'Arros, fait partie de la zone Natura 2000 Hautes-Baronnies, Coume de Pailhas.
La rive droite n'étant pas classée Natura 2000, une réouverture de piste sur la commune d'Esparros permet en toute impunité l'accès aux véhicules tout terrain à la Gourgue, au mépris des espèces protégées (amphibiens) présentes et de la beauté du site.

## Accès
L'accès à la gourgue d'Asque se fait en empruntant le chemin de la Gourgue, depuis l'embranchement de la D26 au hameau de Couret (commune d'Asque) jusqu'à un parking. Le sentier de découverte et d'interprétation commence à cet endroit. Après avoir passé le pont du verrou d'Asque, un sentier plus petit conduit à l’Oueil de l'Arros (résurgence de l'Arros). 
Les aménagements réalisés en 2013 sont largement critiqués par une partie de la population locale. Le chemin champêtre a fait place à une piste damée gravillonnée sur la première partie du parcours,  avec une très grande aire de retournement. Ce large accès profite aux handicapés et permet un tourisme familial s'ajoutant au désir de découverte des randonneurs. S'y ajoutent de nouveaux circuits pédestres fléchés, dans un biotope très fragile, jusque-là en équilibre grâce aux conditions d'accessibilité du lieu.